# Cueva de la Carrahola
La cueva de la Carrahola o cueva de la Majadilla es un abrigo con representaciones rupestres localizado en el término municipal de Los Barrios, provincia de Cádiz (España). Pertenece al conjunto de yacimientos rupestres denominado Arte sureño, muy relacionado con el arte rupestre del arco mediterráneo de la península ibérica.
El abrigo, formado por la erosión de roca arenisca, se encuentra situado en el cortijo de la Carrahola en los entornos del embalse del Charco Redondo a 125 metros sobre el nivel del mar. La roca en la que se encuentra no es de gran tamaño y la cueva posee un suelo muy inclinado con apertura hacia el sur. Adosados a la roca se encuentra una pequeña cabaña y un corral de cabras de tiempos modernos.
El arqueólogo alemán Uwe Topper en su descripción de las cuevas de la región visitó La Carrahola en 1977 e identificó varios signos gruesos de pintura roja que interpretó como parte de un proceso funerario. Las diferentes tonalidades de rojo en pinturas adyacentes le indujo a pensar que había sufrido un proceso de repintado en diferentes tiempos.
Cerca de la cueva se localizan dos morteros tallados en la roca, posiblemente de la misma época que las pinturas. Unos metros más arriba, en el Majadal de España se encuentran hasta catorce tumbas talladas en la roca y dos estructuras para ofrendas.